# Diocèse de Poitiers
Le diocèse de Poitiers est un ancien diocèse français dans la province ecclésiastique de Bordeaux supprimé en 1790. Il est remplacé par l'archidiocèse de Poitiers.